# Brasil en la Copa Mundial de Fútbol de 1950
La edición de 1950 de la Copa del Mundo marcó la cuarta participación de la Selección de fútbol de Brasil en esta competición. Era la primera vez que el país albergaría el torneo FIFA.
En esta edición, Brasil se convirtió en el único país que participó en todas las ediciones del torneo (marca que perduraría desde entonces), ya que ninguno de los otros tres equipos que compitieron en los tres Mundiales de la década de 1930 participó; La Bélgica y la Rumania no se registraron para las eliminatorias, y la Francia fue eliminada por la Yugoslavia; a pesar de ser posteriormente invitado a cubrir la vacante de Escocia, que se clasificó pero se negó a participar en el torneo, los franceses también optaron por permanecer fuera de la Copa del Mundo.
Brasil disfrutó de un clima de optimismo durante la competición. Había ganado el Campeonato Sudamericano 1949, trofeo que puso fin a una larga sequía brasileña, que no ganaba la competición desde la edición de 1922. Además de haber hecho enormes inversiones en la Copa del Mundo, construyendo el estadio más grande del mundo en ese momento, el Estadio de Maracaná.
El entrenador era Flávio Costa y el capitán Augusto.

## Preparación
Brasil tuvo su candidatura aprobada por la FIFA en 1946. Inicialmente, Brasil solicitó que la Copa del Mundo se llevara a cabo en 1949, pero por problemas logísticos, en 1947, se decidió que la Copa del Mundo se llevaría a cabo en 1950. Incluso por lo que varios equipos se retiraron de participar en el Mundial.
La selección brasileña fue convocada cuatro meses antes del Mundial y estaba concentrada en la ciudad minera de Araxá. Luego del período de preparación, fueron liberados: Mauro Ramos, Pinga, Brandãozinho, Ipojucan y Tesourinha. Los tres primeros continuarían participando en la Copa Mundial de 1954. Mauro Ramos perdió su puesto en un duelo con Adãozinho, según Globo Sportivo: "Pero surgió la oportunidad para una prueba interesante. El partido de entrenamiento contra los gauchos podría permitir una competencia entre Mauro y Adãozinho, el defensor del São Paulo que venía haciendo buenas actuaciones (...). Pero Mauro perdió la última oportunidad. Adãozinho se destacó en el equipo de Rio Grande do Sul y ganó la competencia con una gran cantidad de puntos. Siempre le pasaba a Mauro lo que quería, engañándolo, confundiéndolo, desilusionándolo.".
El extremo derecho fue señalado como un problema: "Maneca vino a solucionar inicialmente el problema del extremo derecho. Tanto Tesourinha como Friaça, los jugadores convocados, "No rindieron en buenas condiciones. Participaron en los entrenamientos, pero nunca dejaron ver sus posibilidades de inclusión en el plantel. Fallaron mucho, cometieron muchos errores". Para el Jornal dos Sports, Tesourinha fue cortado debido a su condición física: "el delantero riograndense tiene una rodilla que le ha impedido producir a la altura de sus verdaderas posibilidades técnicas. Incluso se asegura que será necesario para extraer una parte de los meniscos." En el mismo sentido, O Cruzeiro: "Tesourinha aún no ha logrado estar en plena forma. Está gordo, lo que dificulta su desarrollo en la cancha". Como Tesourinha fue titular en la victoria de la selección brasileña en el sudamericana el año anterior, el Jornal dos Sports describió después del Mundial: "Hoy todavía se lamenta la ausencia de Tesourinha en el scratch brasileño de 1950. Su incorporación al Vasco después de una larga batalla contra el Internacional fue celebrado por toda la afición, que creía que el problema de la banda derecha de la selección brasileña estaba resuelto (...) Pero Tesourinha no estaba contento, teniendo que abandonar los entrenamientos para el Mundial debido a una fractura de menisco. (...). Cuando recordamos lo que hizo Tesourinha en el Campeonato Sudamericano 1949 parece haber sido una pérdida importante para el equipo. Pero también recordamos el Campeonato Sudamericano 1945, el mismo Tesourinha fracasó en la lucha contra los argentinos, perdiendo dos o tres oportunidades de oro para revertir el marcador.".
Para David Nasser, se eligió a Barbosa en lugar de Castilho por su "experiencia como portero del Vasco". Augusto fue elegido porque Nilton Santos "está lesionado y Augusto está pasando por un grande momento". Juvenal "tiene más clase" que Nena. Bauer es "infinitamente" mejor que Eli, Bigode superó a Noronha en "valentía, audacia" y Rui "no es ni la sombra de lo viejo, magnífico distribuidor". En la banda derecha, con Tesourinha recién operado, Maneca se eligió porque Friaça no respondió. Y el trío de atacantes "no admite discusiones. Tres buenos pateadores. Tres buenos controladores. Tres infiltrados valientes y dinámicos. Zizinho es el cerebro, el hombre del juego inteligente, un terror para las defensas por sus pases ilógicos pero certeros. Ademir es el oportunista, el hombre de los sprints fulminantes, y el pichichi. Y Jair, además de cañón, juega con tal sabiduría que parece hacer con los pies lo que Manuel Bandeira hace con sus versos. Conecta defensa y ataque. Está en todas partes y es una amenaza permanente. Su disparo es el más poderoso.
La ofensiva brasileña compitió en tres Copas Américas durante el período (Campeonato Sudamericano 1945, Campeonato Sudamericano 1946 y Campeonato Sudamericano 1949), ganando el título en el último de ellos. Su rendimento:
| Pos. | Jugador           | Jogos | Goles | Asistencias | Participaciones em Goles |
| ---- | ----------------- | ----- | ----- | ----------- | ------------------------ |
| 1    | Jair Rosa Pinto   | 16    | 13    | 10          | 23                       |
| 2    | Zizinho           | 18    | 12    | 9           | 21                       |
| 3    | Tesourinha        | 15    | 8     | 8           | 16                       |
| 4    | Heleno de Freitas | 10    | 9     | 5           | 14                       |
| 5    | Ademir de Menezes | 15    | 10    | 2           | 12                       |

La base del equipo era el Vasco da Gama dirigido por Flávio Costa, el mismo entrenador de la selección nacional. El equipo apodado "Expresso da Vitória" ganó cinco campeonatos cariocas y fue el primer equipo brasileño en ganar un título internacional. Ya había servido de base para ganar el Campeonato Sudamericano 1949.
A pesar del clima de optimismo, Brasil ya había sufrido la decepción de ser derrotado en casa en el primer partido decisivo del Campeonato Sudamericano 1949 ante el Selección de fútbol de Paraguay, forzando un juego de desempate. Y había jugado partidos igualados contra la Selección de fútbol de Uruguay en la decisión de la Copa Rio Branco en 1950, dos meses antes del Mundial.

## Campaña
En la primera fase, Brasil debutó ganando 4-0 a México. Según Jornal dos Sports: "Todo transcurrió según las mejores expectativas. Había gente que pensaba que el Estadio no estaría lleno y el Estadio estaba lleno. Los vacíos estaban sólo en los asientos numerados. (...) El Presidente de la República llegó al Estadio con la puntualidad del Rey de Inglaterra. (...) Cierto nerviosismo de los jugadores brasileños debe tenerse en cuenta la grandeza del Estadio. (...) Y aun así, la victoria brasileña estaba cómodo." El diario elogió la actuación de Jair da Rosa Pinto: "Jair en sí mismo era un espectáculo. Corría en el campo como un jugador nuevo, con la ventaja de una clase difícilmente superable. Era el mismo Jair del Sudamericano y Flamengo y Arsenal. El jugador por excelencia". Los goles llegaron de Ademir en un rebote del portero mexicano, Jair tras un pase de Danilo, Baltazar de cabeza en un córner cobrado por Ademir y Ademir a pase de Jair.
En el segundo partido, como se desarrolló en São Paulo, el técnico Flávio Costa armó una alineación con jugadores de São Paulo y el equipo empató 2-2 con la Suiza . "Al scratch brasileño le faltó todo: principalmente espíritu de lucha", anotó el Jornal dos Sports. "Los suizos atacaron poco. En la segunda parte sólo fueron seis veces al área brasileña, mientras que los brasileños llegaron al área suiza treinta y seis veces. (...). El tiempo se perdió en un control inútil del balón hacia atrás y adelante, de pases repetidos. El scratch brasileño dominaba sin avanzar. Y sin poder replegarse ante los contraataques suizos, uno de ellos provocó el empate. Detrás de ellos estaban Augusto, Juvenal y Noronha. Tres defensores brasileños contra tres atacantes suizos. Pero los tres defensores brasileños y los tres atacantes suizos en todo el ancho del campo." Alfredo en una jugada de Ademir y Baltazar en un centro de Friaça. Los goles suizos fueron de Patton.
El último partido de la primera fase fue la victoria por 2-0 sobre la Yugoslavia, partido que marcó el regreso de Zizinho, lesionado en los dos primeros partidos. Zizinho dio la asistencia en el primer gol y marcó el segundo en pase de Danilo. Mário Filho: "Fue una victoria perfecta y merecida. La selección brasileña no sólo se rehabilitó: creció como candidata al título de campeón del mundo.". Tras el partido, el portero yugoslavo Srđan Mrkušić declaró que Ademir era "el mejor del mundo" y el entrenador Milorad Arsenijević afirmó que el secreto de Brasil era Danilo Alvim, un jugador extraordinario. 
Brasil adoptó 3-2-2-3, llamado W-M. Al inicio del Mundial se utilizó una variación, la "diagonal" de Flávio Costa, un W-M "torcido" en el que se improvisó Ademir de Menezes como mediocampista y Baltazar, como delantero centro. Debido a la característica de Ademir de jugar más adelante, el W-M quedó "torcido", siendo llamado diagonal por Flavio Costa. Con el regreso de Zizinho, Ademir de Menezes asumió como delantero centro y Brasil empezó a jugar el clásico de la W-M. 
En el triangular final, Brasil comenzó con fuerza, derrotando a la Suecia por 7 a 1. El escritor francés André Maurois presenció el partido y declaró: "Nunca había visto un fútbol tan hermoso. Es una maravilla”. Mário Filho: "Los críticos extranjeros ven el partido entre Brasil y Suecia mejor que los brasileños. Para ellos, la victoria de Brasil es un acontecimiento en el fútbol mundial. Una verdadera revelación. (...) Los críticos extranjeros están convencidos de que cualquier equipo del mundo correría la misma suerte que los suecos en este partido". Los jugadores brasileños ganaron cinco mil cruceros por la victoria. Los goles los marcó Ademir a pase de Jair. 1 a 0. Zizinho para Ademir. 2 a 0. Ademir para Chico. 3 a 0. Zizinho para Ademir. 4 a 0. Jair para Zizinho. 5 a 0. Jair a Ademir. 6 a 0. Penal de Bigode sobre Palmer. Los jugadores brasileños se quejaron de que estaba fuera del área. Andersson acertó y puso el 6 a 1. Zizinho para que Chico cerrara el marcador. 7 a 1.
Contra la España, el Jornal dos Sports vaticinó: "El obstáculo más difícil". Brasil ganaría 6-1, actuación elogiada por la prensa internacional. La actuación de Zizinho fue especialmente elogiada. Willy Meisl, corresponsal inglés de World Sport, describió: "No se trata sólo de una estrella, una de las muchas estrellas que hay repartidas por el mundo. Zizinho es un genio. Un hombre que posee todas las cualidades que se pueden seren idealizadas para que un profesional se acerque a la perfección." Giordano Fattori, periodista de La Gazzetta dello Sport describió así la actuación de Zizinho: "En el partido entre Brasil y España sucedió todo lo que teóricamente se podría imaginar en el fútbol. Había ciencia, arte, ballet e y hasta obras de circo. Sin embargo, entre los once jugadores de este mágico equipo de Brasil, uno destacó, fue Zizinho, el maestro del equipo. Su fútbol nos recordó a Leonardo da Vinci pintando algo excepcional. Un Da Vinci creando obras primas con los pies en el inmenso césped del Maracanã. Zizinho fue el ídolo de su compatriota Pelé. Jair a Ademir. 1 a 0. Ademir a Jair. 2 a 0. Friaça chutó, el balón pegó en la defensa y le cayó a Chico. 3 a 0. Ademir para Chico. 4 a 0. Zizinho para Ademir. 5 a 0. Ademir a Zizinho. 6 a 0. Igoa anotó para los españoles.
Un empate contra la Uruguay en el Maracaná sería suficiente para garantizar el título. La certeza de la victoria de Brasil era tan grande que el diario vespertino A Noite, de Río, publicó la víspera el titular, encima de la foto de la selección brasileña posada: "Estos son los campeones del mundo".

## Final
Maracanazo
Brasil jugaba por el empate para convertirse en campeón del mundo. Los uruguayos, que habían arrebatado un empate 2-2 a España y logrado una trabajada victoria por 3-2 sobre Suecia, sólo necesitaban ganar para conquistar la copa.
Al ingresar al césped del Estadio Maracaná, aquel 16 de julio de 1950, brasileños y uruguayos encontraron la mayor audiencia jamás vista para un partido de fútbol: 174 mil aficionados, sumados a una estimación de 50 mil invitados, cifra que no se pudo precisar porque se rompieron los torniquetes del estadio. Había entre 200.000 y 220.000 personas presentes.
A los 2 minutos del segundo tiempo, Zizinho pasa a Friaça por banda derecha, quien, detrás de Víctor Rodríguez Andrade, sale delante de la portería. El juez de línea señala fuera de juego. El juez no marca nada. Friaça juega por la derecha del portero Roque Máspoli. Gol para Brasil, 1 a 0. Bombas y fuegos artificiales explotan dentro del estadio, que se convierte en un carnaval. Obdúlio Varela, el capitán uruguayo, sostiene el balón en sus brazos y choca con el defensor brasileño Augusto, con el árbitro y el abanderado alegando fuera de juego, deteniendo el juego por 2 minutos y calmando a sus asustados compañeros. En el minuto 21 del segundo tiempo, Varela lanzó por banda derecha a Alcides Ghiggia, quien superó en carrera al lateral izquierdo Bigode y centró a media altura. Juan Alberto Schiaffino intentó hacer el primer intento en el ángulo derecho de Barbosa. Lo tomó mal, se equivocó, pero el balón se fue por la derecha del portero brasileño. Uruguay empata el partido 1-1.
El inesperado empate conmociona a los aficionados brasileños. La multitud guarda silencio. A los 34, Julio Pérez y Ghiggia salen a jugar en la banda derecha por encima de Bigode. Luego Pérez lanza al lateral, que supera a Bigode en carrera y se mete en la cara de Barbosa. El portero brasileño espera otro centro como en el primer gol y da un paso adelante para recortar. Ghiggia ve un hueco entre el portero y su poste izquierdo y dispara. Uruguay 2 a 1.
A las 16.50 horas, el árbitro pita el final del partido. Gambetta sostiene el balón. Algunos brasileños piden penalti. Los uruguayos se vuelven locos: saltan, hacen volteretas, Varela sale gritando en medio de una multitud de zombies llorando. Uruguay es campeón del mundo.

## Clasificación
Brasil clasificó automáticamente como el país organizador del mundial.

## Jugadores
Estos fueron los 22 jugadores convocados para el torneo:

## Resultados
Brasil terminó de subcampeón.

### Fase de grupos
| País       | J | G | E | P | GF | GC | GD | PTS |
| ---------- | - | - | - | - | -- | -- | -- | --- |
| Brasil     | 3 | 2 | 1 | 0 | 8  | 2  | +6 | 5   |
| Yugoslavia | 3 | 2 | 0 | 1 | 7  | 3  | +4 | 4   |
| Suiza      | 3 | 1 | 1 | 1 | 4  | 6  | -2 | 3   |
| México     | 3 | 0 | 0 | 3 | 2  | 10 | -8 | 0   |

| 24 de junio de 1950 | Brasil                                   | 4–0     | México | Estádio do Maracanã, Río de Janeiro                       |                                                           |
|                     | Ademir 30' 79' · Jair 65' · Baltazar 71' | Reporte |        | Asistencia: 81,649 espectadores Árbitro(s): George Reader | Asistencia: 81,649 espectadores Árbitro(s): George Reader |

| 28 de junio de 1950 | Brasil                    | 2–2     | Suiza          | Estádio do Pacaembu, São Paulo                              |                                                             |
|                     | Alfredo 3' · Baltazar 32' | Reporte | Fatton 17' 88' | Asistencia: 42,032 espectadores Árbitro(s): Ramón Azon Roma | Asistencia: 42,032 espectadores Árbitro(s): Ramón Azon Roma |

| 1 de julio de 1950 | Brasil                  | 2–0     | Yugoslavia | Estádio do Maracanã, Río de Janeiro                             |                                                                 |
|                    | Ademir 4' · Zizinho 69' | Reporte |            | Asistencia: 142,429 espectadores Árbitro(s): Benjamin Griffiths | Asistencia: 142,429 espectadores Árbitro(s): Benjamin Griffiths |

### Fase final
| País    | J | G | E | P | GF | GC | PTS |
| ------- | - | - | - | - | -- | -- | --- |
| Uruguay | 3 | 2 | 1 | 0 | 7  | 5  | 5   |
| Brasil  | 3 | 2 | 0 | 1 | 14 | 4  | 4   |
| Suecia  | 3 | 1 | 0 | 2 | 6  | 11 | 2   |
| España  | 3 | 0 | 1 | 2 | 4  | 11 | 1   |

| 9 de julio de 1950 | Brasil                                              | 7–1     | Suecia               | Estádio do Maracanã, Río de Janeiro                       |                                                           |
|                    | Ademir 17' 36' 52' 58' · Chico 39' 88' · Maneca 85' | Reporte | Andersson 67' (pen.) | Asistencia: 138,886 espectadores Árbitro(s): Arthur Ellis | Asistencia: 138,886 espectadores Árbitro(s): Arthur Ellis |

| 13 de julio de 1950 | Brasil                                                  | 6–1     | España   | Estádio do Maracanã, Río de Janeiro                         |                                                             |
|                     | Ademir 15' 57' · Jair 21' · Chico 31' 55' · Zizinho 67' | Reporte | Igoa 71' | Asistencia: 152,772 espectadores Árbitro(s): Reginald Leafe | Asistencia: 152,772 espectadores Árbitro(s): Reginald Leafe |

| 16 de julio de 1950 | Uruguay                      | 2–1     | Brasil     | Estádio do Maracanã, Río de Janeiro                        |                                                            |
|                     | Schiaffino 66' · Ghiggia 79' | Reporte | Friaça 47' | Asistencia: 199,854 espectadores Árbitro(s): George Reader | Asistencia: 199,854 espectadores Árbitro(s): George Reader |

### Goleadores
| N.° | Jugador                   | Goles | PJ |
| --- | ------------------------- | ----- | -- |
| 1.° | Ademir Marques de Menezes | 9     | 6  |
| 2.° | Chico                     | 4     | 4  |
| 3.° | Baltazar                  | 2     | 2  |
|     | Jair                      | 2     | 5  |
|     | Zizinho                   | 2     | 4  |
| 4.° | Alfredo                   | 1     | 1  |
|     | Friaça                    | 1     | 4  |
|     | Maneca                    | 1     | 4  |

## Asistencias
| N.° | Jugador                   | Asistencias | PJ |
| --- | ------------------------- | ----------- | -- |
| 1.° | Ademir Marques de Menezes | 6           | 6  |
|     | Zizinho                   | 6           | 4  |
| 2.° | Jair                      | 5           | 5  |
| 3.° | Danilo Alvim              | 2           | 5  |
| 4.° | Friaça                    | 1           | 4  |